# Obama (genre)
Pour les articles homonymes, voir Obama (homonymie).
Genre
Obama est un genre de vers plats terrestres, de la famille des Geoplanidae, originaire d'Amérique du Sud.
Ce genre comprend une quarantaine d'espèces, souvent adaptées aux milieux perturbés par l'homme, dont la seule espèce envahissante de planaires originaire de l'écozone néotropicale, Obama nungara, qui a été introduite accidentellement en Europe,.

## Étymologie
Le nom générique, « Obama », est formé de deux mots de la langue tupinambá, oba (feuille) et ma (animal), du fait que les espèces de ce genre ont un corps en forme de feuille,
.

## Systématique
Le nom valide complet (avec auteur) de ce taxon est Obama Carbayo, Alvarez-Presas, Olivares, Marques, Froehlich & Riutort, 2013.

### Liste des espèces
Selon la base de données World Register of Marine Species (20 janvier 2024), le genre Obama contient les espèces suivantes :
- Obama allandra Marques, Rossi, Valiati & Leal-Zanchet, 2018
- Obama anthropophila Amaral, Leal-Zanchet & Carbayo, 2015
- Obama apeva (Froehlich, 1959) Carbayo et al., 2013
- Obama apiguara Oliveira, Almeida & Carbayo, 2020
- Obama applanata (Graff, 1899) Carbayo et al., 2013
- Obama argus (Graff, 1899) Carbayo et al., 2013
- Obama assu (Froehlich, 1959) Carbayo et al. (2013)
- Obama aureolineata Iturralde, Allgayer, Valiati & Leal-Zanchet, 2021
- Obama autumna Iturralde, Allgayer, Valiati & Leal-Zanchet, 2021
- Obama baptistae (Leal-Zanchet & Oliveira, 2012) Carbayo et al., 2013
- Obama braunsi (Graff, 1899) Carbayo et al., 2013
- Obama burmeisteri (Schultze, 1856) Carbayo et al., 2013
- Obama carbayoi (Oliveira & Leal-Zanchet, 2012) Carbayo et al., 2013
- Obama carinata (Riester, 1938) Carbayo et al., 2013
- Obama carrierei (Graff, 1897) Carbayo et al., 2013
- Obama catharina (Hyman, 1957) Carbayo et al., 2013
- Obama decidualis Amaral & Leal-Zanchet, 2015
- Obama dictyonota (Riester, 1938) Carbayo et al., 2013
- Obama divae (Marcus, 1951) Carbayo et al., 2013
- Obama eudoxia (Ogren & Kawakatsu, 1990) Carbayo et al., 2013
- Obama eudoximariae (Ogren & Kawakatsu, 1990) Carbayo et al., 2013
- Obama evelinae (Marcus, 1951) Carbayo et al., 2013
- Obama ferussaci (Graff, 1899) Carbayo et al., 2013
- Obama ficki (Amaral & Leal-Zanchet, 2012) Carbayo et al., 2013
- Obama fryi (Graff, 1899) Carbayo et al., 2013
- Obama glieschi (Froehlich, 1959) Carbayo et al., 2013
- Obama itatiayana (Schirch, 1929) Carbayo et al., 2013
- Obama josefi (Carbayo & Leal-Zanchet, 2001) Carbayo et al., 2013
- Obama ladislavii (Graff, 1899) Carbayo et al., 2013
- Obama leticiae Iturralde, Allgayer, Valiati & Leal-Zanchet, 2021
- Obama livia (Froehlich, 1954) Carbayo et al., 2013
- Obama maculipunctata Rossi, Amaral, Ribeiro, Cauduro, Fick, Valiati & Leal-Zanchet, 2015
- Obama marmorata (Müller, 1856) Carbayo et al., 2013
- Obama metzi (Graff, 1899) Carbayo et al., 2013
- Obama nungara Carbayo, Alvarez-Presas, Jones & Riutort, 2016
- Obama otavioi Carbayo, 2016
- Obama poca (Froehlich, 1957) Carbayo et al., 2013
- Obama polyophthalma (Graff, 1899) Carbayo et al., 2013
- Obama riesteri (Froehlich, 1954) Carbayo et al., 2013
- Obama rufiventris (Müller, 1856) Carbayo et al., 2013
- Obama ruiva (Froehlich, 1972) Carbayo et al., 2013
- Obama schubarti (Froehlich, 1957) Carbayo et al., 2013
- Obama trigueira (Froehlich, 1954) Carbayo et al., 2013

### Publication originale
1. ↑  (en) Fernando Carbayo, Marta Álvarez-Presas, Cláudia T. Olivares, Fernando P. L. Marques, Eudóxia Maria Froehlich et Marta Riutort, « Molecular phylogeny of Geoplaninae (Platyhelminthes) challenges current classification: Proposal of taxonomic actions », Zoologica Scripta, vol. 42, no 5,‎ 2013, p. 508 (DOI 10.1111/zsc.12019)